# Stefanów (powiat garwoliński)
Stefanów – wieś sołecka w Polsce położona w województwie mazowieckim, w powiecie garwolińskim, w gminie Żelechów.
W skład sołectwa Stefanów wchodzi także wieś Budki.
W latach 1975–1998 miejscowość należała administracyjnie do województwa siedleckiego.
Wierni Kościoła rzymskokatolickiego należą do parafii Zwiastowania Najświętszej Maryi Panny w Żelechowie.

## Części wsi
| SIMC    | Nazwa       | Rodzaj    |
| ------- | ----------- | --------- |
| 0697030 | Kałuskie    | część wsi |
| 0697053 | Podwierzbie | część wsi |

Mieszkańcy wyróżniają jeszcze Kontrowers jako część wsi

## Historia
Tereny te były zamieszkane już w czasach prehistorycznych. Najstarsze znaleziska pochodzą z okresu kultury amfor kulistych (2700-2200 lat p.n.e.). Są to m.in. krzemienne siekierki, noże i dłutko, kamienne toporki i fragmenty glinianych naczyń.
Pierwsza znana wzmianka pochodzi z 1776 roku, wspomniana jest tam osada leśna Budki Francdorf. Wieś nazywała się pierwotnie Francdorf, Franzdorf, Fransdorf. Nazwa pochodzi od niemieckiego imienia Franz (Franciszek) i słowa Dorf oznaczającego wieś. Miejscowość była bowiem zasiedlona początkowo głównie przez Niemców. Byli to osadnicy, którym dziedzic żelechowski, Ignacy Wyssogota Zakrzewski, sprzedał tutejsze lasy, aby je wykarczowali i się tu osiedlili. W spisie z 1827 roku Fransdorf liczył już 80 gospodarstw i 638 mieszkańców. Z racji rozległości i przeprowadzenia w 1880 roku szosy z Żelechowa do Sobolewa, przyjął się podział na Franzdorf I (obecny Stefanów) i Franzdorf II (obecny Piastów). W 1881 roku Franzdorf I liczył 64 gospodarstwa, 569 mieszkańców i 1462 morgi powierzchni.
W czasie I wojny światowej tutejszych Niemców władze carskie wywiozły w głąb Rosji. Później, w okresie międzywojennym mieszkało tam tylko 13 rodzin niemieckich. Po odzyskaniu przez Polskę niepodległości, 7 lipca 1919 roku nastąpiła zmiana nazwy miejscowości Franzdorf I na Stefanów. Nie są jasne przyczyny, dla których nową nazwą nie został Franciszków. Reszta tutejszych Niemców została ewakuowana do Rzeszy w 1942 roku. Syn nauczyciela tutejszej szkoły, Sławomir Kot, zginął rozstrzelany za działalność konspiracyjną 13 stycznia 1944 roku w Warszawie. W tym samym roku Józef Choroś został zesłany na dziesięć do lat do łagrów w ZSRR.
W okresie PRL, w 1958 roku przeprowadzono elektryfikację i założono straż pożarną. W 1963 roku wybudowano zlewnię mleka. W latach 70. wykonano meliorację. Po 1989 roku do wsi doprowadzono telefony i wodociąg (1999). W 2003 roku wybudowano nową remizę strażacką.

## Zabytki
- kaplica pw. Matki Boskiej Częstochowskiej, dawny kościół ewangelicko-augsburski wybudowany około 1905 roku
- pozostałości dawnego, protestanckiego cmentarza niemieckiego o powierzchni 20 arów